# Bánh trái cây
Bánh trái cây hoặc bánh mì trái cây là một loại bánh ngọt được làm bằng kẹo trái cây hoặc trái cây sấy khô, hạt các loại và gia vị và thêm rượu mạnh tùy ý. Ở Vương quốc Anh, một số phiên bản đa dạng nhất định có thể được ướp đá và trang trí.
Bánh trái cây thường được phục vụ trong lễ cưới và Giáng sinh. Do tính chất đa dạng của chúng, bánh trái cây thường được thưởng thức theo cách riêng của chúng, thay vì với các món phụ (chẳng hạn như bơ hoặc kem).

## Lịch sử

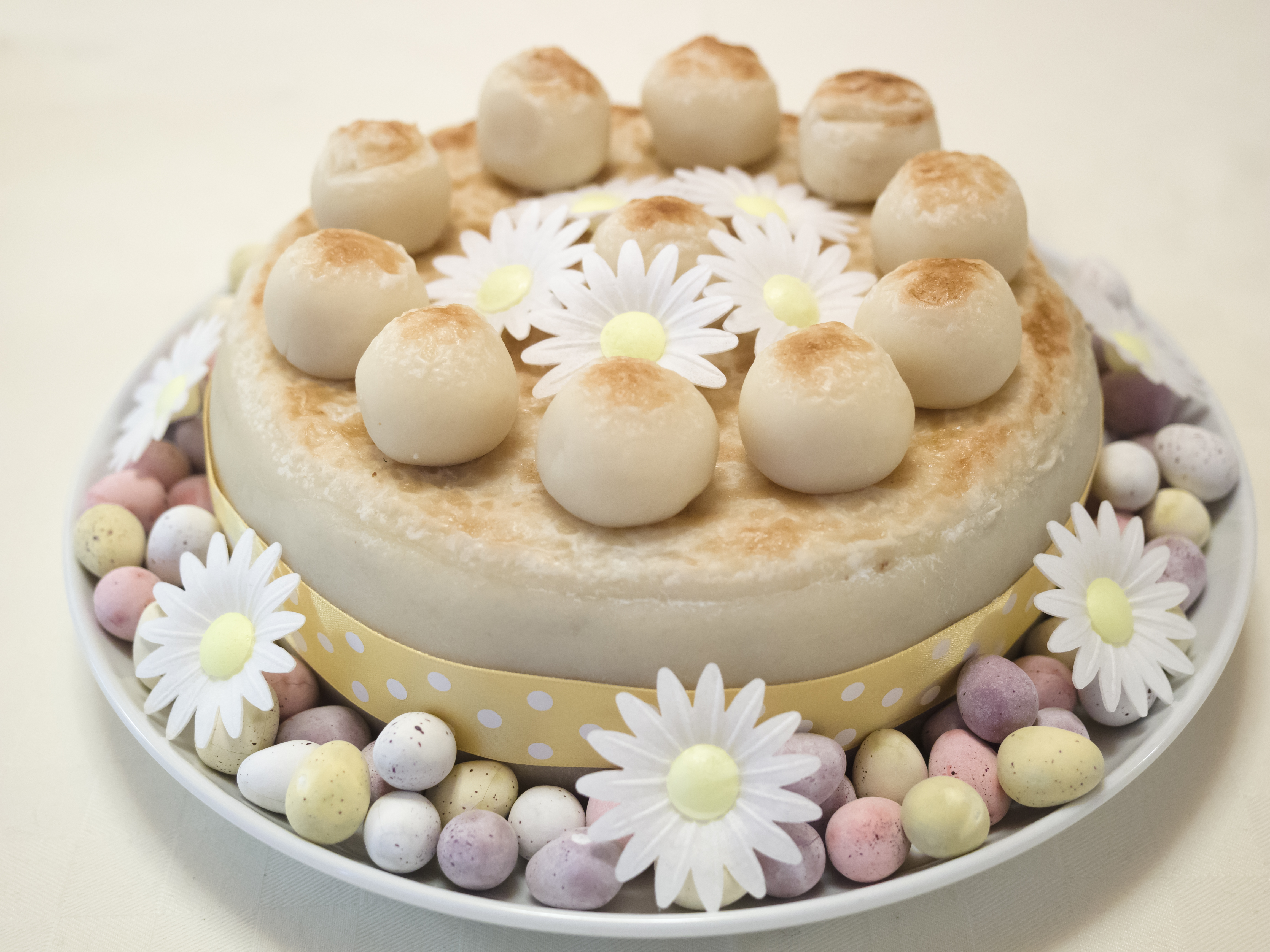
Một chiếc bánh Simnel Phục sinh truyền thống

Công thức sớm nhất có từ thời La Mã cổ đại liệt kê hạt lựu, hạt thông và nho khô được trộn vào bột lúa mạch. Vào thời Trung cổ, mật ong, gia vị và trái cây bảo quản đã được thêm vào.
Bánh trái cây nhanh chóng phổ biến khắp châu Âu. Các công thức nấu ăn rất đa dạng tại nhiều quốc gia khác nhau qua suốt các thời kỳ, tùy thuộc vào các nguyên liệu sẵn có cũng như (trong một số trường hợp) các quy định của nhà thờ cấm sử dụng bơ, liên quan đến việc tuân thủ nhịn ăn. Giáo hoàng Innocent VIII (1432–1492) cuối cùng đã cho phép sử dụng bơ, trong một văn bản cho phép được gọi là 'Butter Letter' hoặc Butterbrief vào năm 1490, cho phép Sachsen sử dụng sữa và bơ trong bánh trái cây Stollen.
Bắt đầu từ thế kỷ 16, đường ngọt từ Thuộc địa Hoa Kỳ (và phát hiện ra rằng nồng độ đường cao có thể bảo quản trái cây) đã tạo ra lượng trái cây dư thừa, do đó làm cho bánh trái cây trở nên bình dân và phổ biến hơn.